# Rio Crăiasa
O Rio Crăiasa é um rio da Romênia, afluente do Crişul Negru, localizado no distrito de Bihor.